# Dajaca nigrolineata
Dajaca nigrolineata är en insektsart som beskrevs av Hennemann, Conle och Bruckner 1996. Dajaca nigrolineata ingår i släktet Dajaca och familjen Aschiphasmatidae. Inga underarter finns listade i Catalogue of Life.